# 인천서희학교
인천서희학교는 인천광역시 서구에 있는 공립 특수학교이다.

## 연혁
- 2020년 3월 1일 : 개교